# Gyrinocheilus aymonieri
Gyrinocheilidae aymonieri, conosciuto anche come pulivetro o mangiatore d'alghe cinese, è un pesce d'acqua dolce appartenente alla famiglia Gyrinocheilidae.

## Distribuzione e habitat
Questa specie è diffusa nel sudest asiatico, nei bacini idrografici dei fiumi Mekong, Chao Phraya e Meklong. Abita le acque dei grandi fiumi, anche con corrente, e le pianure inondate durante le tempeste monsoniche.

## Descrizione

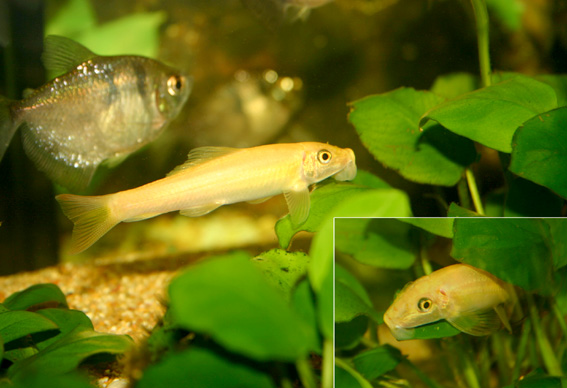
Varietà dorata

## Biologia
È un esemplare molto attivo durante le ore notturne, ma, quando invecchia diventa attivo anche durante il giorno.

### Alimentazione
Si nutre di detriti vegetali e di foglie verdi, ma non disdegna le larve di insetti.